# Leopold Schmid (Künstler)
Leopold Schmid (* 16. Juli 1901 in Wien; † 26. September 1989 ebenda) war ein österreichischer Maler, Bildhauer, Graphiker und Keramiker.

## Leben
Schmid, Sohn eines Postsparkassenbeamten, studierte von 1918 bis 1925 an der Akademie der bildenden Künste Wien bei Ferdinand Andri. Anschließend war er als freischaffender Maler tätig und arbeitete dabei insbesondere mit Architekten zusammen.
Schmid erhielt 1938 ein Arbeitsverbot und leistete von 1940 bis 1945 den Wehrdienst ab. Als Mitglied des Künstlerhauses Wien wurde er von diesem 1940/1941 ausgeschlossen, jedoch 1956 dessen Ehrenpräsident und am 2. Dezember 1971 zum Ehrenmitglied ernannt.
1952 erfolgte die Ernennung zum Professor. Unter anderem wurde er 1931 mit dem „Großen österreichischer Staatspreis“, 1964 mit dem Preis der Stadt Wien für Bildende Kunst und 1972 mit dem Ehrenkreuz für Wissenschaft und Kunst I. Klasse ausgezeichnet.

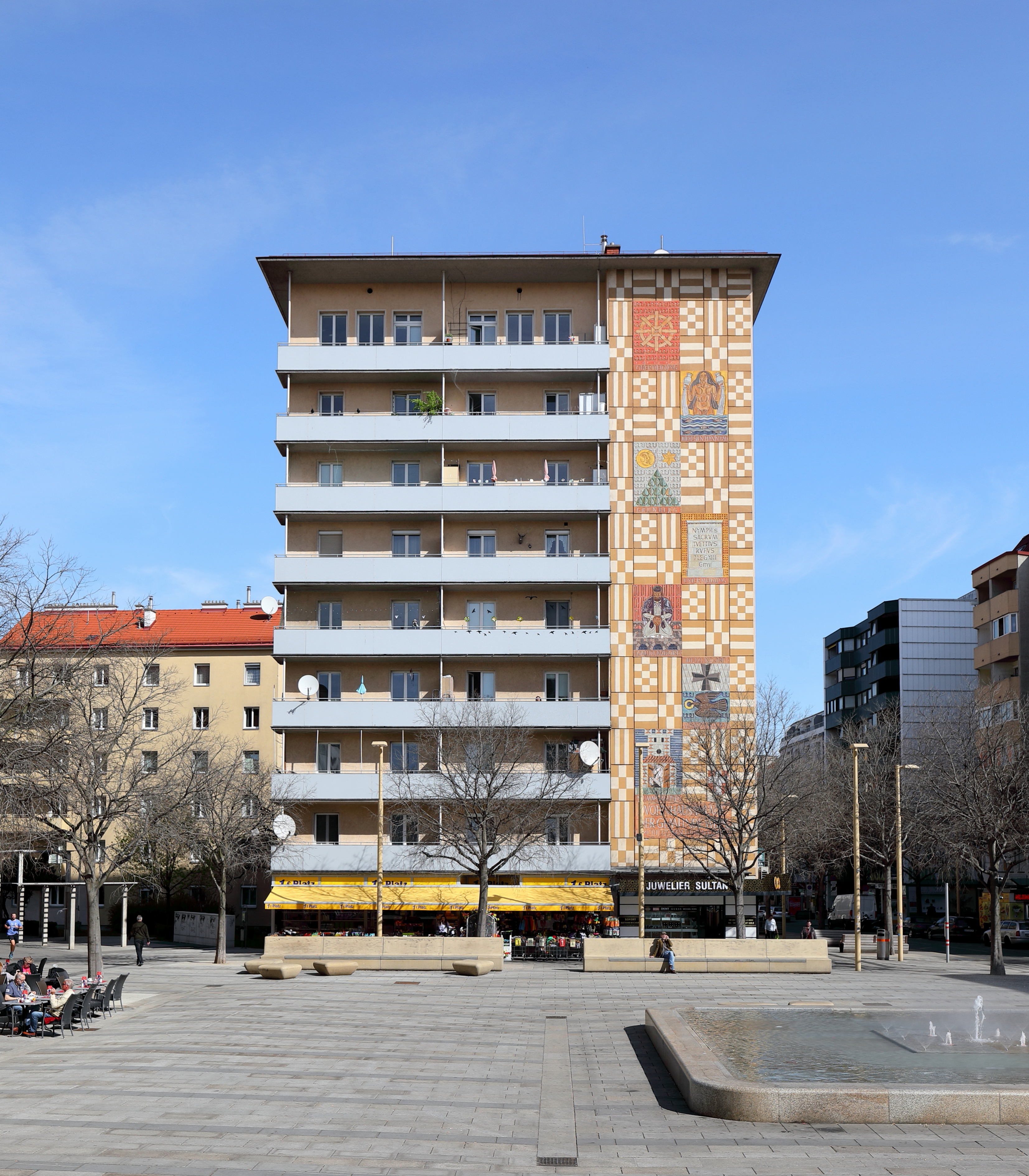
Majoliken am „Wohnturm“ des August-Fürst-Hofes

Schmid war ab 1925 mit Mathilde Köhler (1901–1992) verheiratet und wurde am 11. Oktober 1989 am Wiener Zentralfriedhof begraben (Gruppe 73, Reihe 29, Nummer 41).

## Wirken
Schmid gestaltete bereits 1934 die Steinschnitte am Heldendenkmal im Äußeren Burgtor in Wien. 1949 gestaltete er Sgraffiti am zum Kino umgebauten linken Pavillon des Künstlerhauses, die Allegorien verschiedener Filmgenres darstellen. 1955 gestaltete er ein Kunstwerk mit Majoliken über die gesamte Höhe eines neunstöckigen Wohnhochhauses in Meidling.
Schmid kreierte auch zahlreiche Werke außerhalb Wiens. 1950 schuf er in Stockerau (Klesheimstraße) eines der ersten Sgraffiti an einer niederösterreichischen Wohnhausanlage.